# Каннур

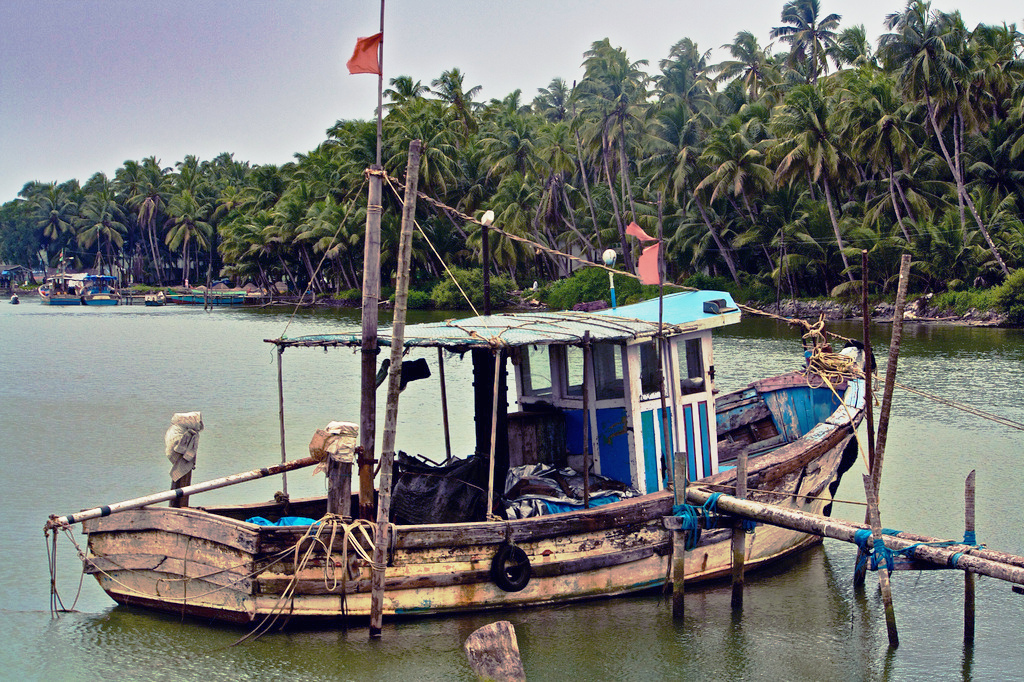
Маттул,Каннур

Каннур, также ранее известен как Кэннанор — город на севере индийского штата Керала, в прошлом — один из главных портов Малабарского побережья. Нас. 64 тыс. жит., с пригородами — 498 тыс. жит. (2001).
В XII и XIII вв. через Каннур проходила значительная часть индийской торговли с Персией и Аравией. В 1498 г. в каннурскую гавань вошёл Васко да Гама, а 7 лет спустя португальский вице-король Франсишку де Алмейда построил здесь форт Сент-Анжело.
После того, как Португальская Индия пришла в упадок, в Каннуре обосновались голландские негоцианты. Управлял городом раджа Колаттири, одним из первых подписавший субсидиарный договор с Британской Ост-Индской компанией.
С 1709 по 1887 гг. Каннанур (Cannanore — так европейцы переиначили название города) служил основной военной базой англичан на западном берегу Индии.